# تویوئوکا، شیزوئوکا
تویوئوکا، شیزوئوکا (به لاتین: Toyooka) یک منطقهٔ مسکونی در ژاپن است که در ناحیه چوبو واقع شده‌است. تویوئوکا ۱۱٬۳۰۶ نفر جمعیت دارد.